# Severo-Vostočnaja Gavan
Severo-Vostočnaja Gavan (eng. Northeast Harbor) je mali zaljev na sjevernoj strani Udskog zaljeva, u zapadnom dijelu Ohotskog mora. Nalazi se 2.4 km zapadno od rta Nosorog. Nudi zaklon od sjeveroistočnih bura.

## Povijest
Zaljev su često posjećivali američki kitolovci koji su krstarili u potrazi za grenlandskim kitovima 1850-ih i 1860-ih. Ovdje su nabavljali drva i vodu, a također su slali brodove na duža putovanja do vrha Udskog zaljeva ili do Tugurskog zaljeva. Dana 18. rujna 1864., bark Mary (287 tona) iz New Bedforda razbio se u zaljevu tijekom oluje. Njezin kapetan, Edwin P. Thompson, otputovao je u rusku stanicu za kitolov Mamga u Tugurskom zaljevu, gdje je prodana na aukciji za između 970 i 1100 dolara Ottu Wilhelmu Lindholmu. Drugi časnik i četiri čovjeka čuvali su olupinu tijekom zime, a sljedećeg proljeća Lindholm je spasio što je mogao prije nego što ju je zapalio kako bi se domogao čavala u njenom trupu.